# Luís Wilson
Luís Wilson de Sá Ferraz (Serra Talhada, 18 de agosto de 1917 — Recife, 7 de dezembro de 1987) foi médico, político e escritor brasileiro.
Nascido em Vila Bela (hoje Serra Talhada), fez seu curso elementar em Arcoverde, depois estudou em Pesqueira, migrando depois para o Recife. Mais tarde voltaria a Pesqueira para trabalhar como médico.
Formou-se em medicina pela Faculdade de Medicina do Recife em 1940. Especializou-se em oftalmologia.
Foi deputado estadual. Fundou o Centro de Estudos de História Municipal, juntamente com Costa Porto, Luiz Delgado e Nelson Barbalho.

## Entidades literárias
- Sociedade Brasileira de Médicos Escritores (Regional Pernambuco);
- Academia de Artes e Letras de Pernambuco;
- Academia de Letras e Artes do Nordeste.
- Instituto Histórico e Geográfico de Pesqueira.

## Livros publicados
- Minha cidade, minha saudade 1972, (Prefácio de Luiz Cristóvão dos Santos);
- História e poesia de uma cidade, Rio Branco, 1972 e 1983;
- Vila Bela, os Pereiras e outras histórias, 1974;
- Roteiro de velhos e grandes sertanejos, 1978;
- Ararobá, lendária e eterna, 1980
- Município de Arcoverde (Rio Branco - cronologia e outras notas), 1982;
- Roteiro de velhos cantadores e poetas populares do sertão, 1985.